# 난세이 제도
난세이 제도(南西諸島 난세이쇼토[*]), 류큐 열도(琉球列島 류큐렛토[*]), 류큐호(琉球弧 류큐코[*])는 일본의 규슈에서 대만까지 약 1000km에 걸쳐 뻗은 190여개의 섬으로 구성된 일본 남서부의 도서군이다. 동중국해와 태평양을 가르는 위치에 펼쳐져 있으며, 아마미오섬 이남에 속하는 섬들은 역사적으로는 류큐국의 영토였다.
행정 구역상으로는 북위 27도 이남에 속하는 섬들은 오키나와현에, 그 외의 섬들은 가고시마현에 속해있다. 다네가섬부터 요나구니섬까지 섬들이 한줄로 길게 이어져있으며, 가장 큰 섬은 오키나와섬이다.

## 이름과 범위
난세이 제도라는 명칭은 해상보안청의 전신인 일본 제국 해군 수로부가 중심이 되어 1887년 무렵에 명명한 지명으로 되어 다음 해 발행한 해도 '이시가키 박지 일본 난세이 제도·이시가키지마'에 명칭이 처음 기재되어 있다. 1894년 발행한 '일본 수로지' 이후의 해도로부터 본격적으로 사용되었으며, 또 국토지리원의 전신의 하나인 일본 제국 육군 육지측량부가 1937년 발행한 육도에도 기재되어 있다. 그러나 '난세이 제도'라는 명칭은 수로부 등 한정된 조직에서 사용되었기 때문인지, 태평양 전쟁이 시작될 때까지 일반적으로는 알 수 없었다. 일본의 항복에 전후 미국 통치하의 오키나와에서도, 공문서의 극히 일부에 '난세이 제도'가 기재되어 있는 것만으로, 후에 일본 복귀 한 오키나와현에서도 사용예는 거의 없다.
현행 국토지리원의 지방도와 해상보안청의 수로도지에서는 '난세이 제도'가 사용되고 있다. 이것은 1965년 10월 25일 제4회 지명 등의 통일에 관한 연락 협의회에서 난세이 제도의 명칭 사용 합의가 이루어졌으며, 그 이후의 국토지리원의 육도와 해상보안청 해양정보부의 해도에서, 정식 명칭으로서 사용되고 있다.
| 난세이 제도 | 사쓰난 제도 | 오스미 제도   | 오스미 제도                         | 가고시마현 |
| 난세이 제도 | 사쓰난 제도 | 도카라 열도   |                                     | 가고시마현 |
| 난세이 제도 | 사쓰난 제도 | 아마미 군도   |                                     | 가고시마현 |
| 난세이 제도 | 류큐 제도   | 오키나와 제도 | (오키나와섬, 구메섬, 이오토리섬 등) | 오키나와현 |
| 난세이 제도 | 류큐 제도   | 오키나와 제도 | 게라마 열도                         | 오키나와현 |
| 난세이 제도 | 류큐 제도   | 사키시마 제도 | 미야코 열도                         | 오키나와현 |
| 난세이 제도 | 류큐 제도   | 사키시마 제도 | 야에야마 열도                       | 오키나와현 |
| 난세이 제도 | 류큐 제도   | 사키시마 제도 | 센카쿠 제도                         | 오키나와현 |
| 난세이 제도 | 다이토 제도 |               |                                     | 오키나와현 |

| 난세이 제도                      |
| (사쓰난 제도)※                   |
| 오스미 군도                      |
| 도카라 열도                      |
| 아마미 군도                      |
| 류큐 제도                        |
| 오키나와 군도                    |
| 사키시마 제도 (센카쿠 제도 포함) |
| 다이토 제도                      |

※사쓰난 제도에 대해서는 제65회 지명 등의 통일에 관한 연락 협의회에서 보류하였다.

### 다른 호칭
난세이 제도는 일본의 공공기관이 결정한 행정명칭이며, 지리학 및 지구과학에서 사용되는 전문용어가 아니다.
- 류큐 열도 (琉球列島 류큐렛토[*])

류큐 해구와 오키나와 해곡 사이에 형성된 배사 부분이 아치형으로 된 섬군(호상열도)으로, 난세이 제도 중 동중국해의 대륙붕 위에 위치하는 센카쿠 제도와 태평양의 심해 바닥 위에 존재하는 다이토 제도를 제외한다. 1907년에 발행된 지질학자의 와키미즈테쓰 고로의 저서 '오키나와 시찰담'에서 볼 수 있다. 상기와는 별도로, 류큐 열도는 오키나와현 전역을 구성하는 섬들로, 류큐 제도와 동의로 설명하고 있는 문헌도 있다.
- 류큐 제도 (琉球諸島 류큐쇼토[*])

난세이 제도와 마찬가지로 행정명이며, 일반적으로 별로 사용되지 않는다. 에도시대 중기 아라이 하쿠세키가 저술한 '난토시'(南島志)를 시작으로 메이지 시대에서도 류큐 제도는 아마미 군도 이남의 지역을 가리키고 있었다. 또 오키나와에서의 전후 미군 통치기에서도 아마미 군도가 일본 복귀 할 때까지 미군은 아마미 군도 이남을 류큐 제도라고 호칭하고 있었다고 여겨진다. 그리고 아마미 반환 후, 류큐 제도의 범위는 본토 복귀하지 않았던 오키나와현 전역을 나타내게 되었다. 그러나, 지명 등의 통일에 관한 연락 협의회는, 다이토 제도 이외의 오키나와현 전역을 범위로서 합의했다. 또한 류큐 열도 중 오키나와 현에 속하는 섬군, 즉 오키나와 제도와 사키시마 제도를 범위로하고, 다이토 제도 및 센카쿠 제도를 포함하지 않는다고하는 문헌도 있다. 국토지리원의 전신의 하나인 지리조사소는, 1958년 이후에 발행한 육도에서 사용하고 나서, 국토지리원 간행의 지도에 이 명칭을 이용하고 있다.
- 류큐호 (琉球弧)

류큐 열도와 거의 같은 의미로 취급되지만, 엄밀하게는 일본 열도를 형성하는 섬호 중 하나로, 규슈는 서남일본호와 류큐호의 결합 부분에 위치한다. 류큐호는 류큐 열도와 규슈 외에 대만도 포함한다. 행정명의 난세이 제도와 달리 류큐호는 지리학이나 지구과학 분야에서의 학술용어이다.

## 지리

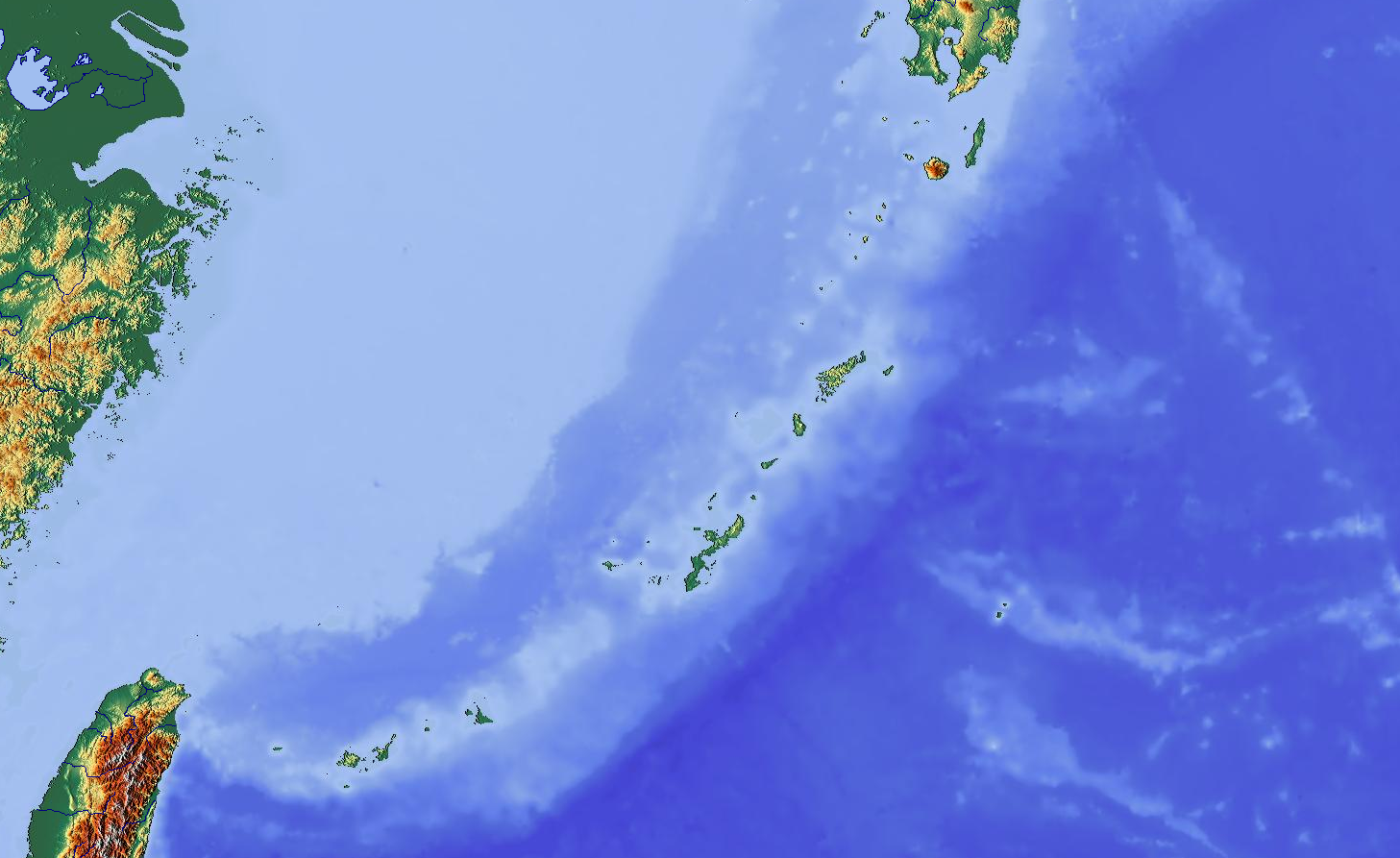
류큐 열도의 지형

류큐 열도는 일본 본섬에서 남서쪽으로 섬들이 길게 줄을 지어 늘어선 열도의 형태로 동중국해와 태평양 사이에 위치하고 있다. 가장 남쪽의 섬은 하테루마섬이다. 북쪽은 가고시마현에, 남쪽은 대만과 필리핀에 접해 있다.

### 기후
이 지역은 대체로 온대 기후에 속하며, 남쪽의 야에야마 제도는 열대 기후에 속한다. 태풍의 진로에 있어 자주 영향을 받는다.

### 생태계
류큐 열도는 맹그로브 숲이 형성되어 있으며, 여러 열대 동식물이 서식하고 있는 곳이기도 하다. 이곳에 서식하는 동식물은 대만, 필리핀과 다른 동남아시아 지역과 유사하다. 특히, 이리오모테섬에는 멸종 위기종인 이리오모테살쾡이가 서식한다.

## 역사
류큐 열도의 토착민은 류큐 민족이다. 이 지역에는 1429년에 건국된 류큐국(琉球國)이 있었으나, 1879년에 일본 제국에 강제 병합되었다. 태평양 전쟁 중 일본 제국이 오키나와 전투에서 패한 후, 1945년부터는 미국이 점령하였다. 1967년 11월, 미·일 양국이 류큐 열도 반환에 합의하여 1972년 5월 25일 일본에 다시 반환되었다.

## 문화
류큐 열도의 문화는 일본, 중국, 조선, 동남아시아 등 주변 여러 문화로부터 영향을 받았다. 류큐 민족은 19세기까지 독립적인 문화권을 형성했으나, 일본에 합병된 이후 일본 문화권에 흡수되었고, 제2차 세계 대전 이후로는 미국 점령 등의 영향으로 미국 문화의 영향도 받았다.

## 같이 보기
- 류큐 해구
- 다네가시마 우주 센터
- 일본 국립 공문서관